# Michael King (beisbolista)
Michael McRae King (Rochester, Nueva York, 25 de mayo de 1995), más conocido como Michael King, es un jugador profesional estadounidense de béisbol que se desempeña en la posición de lanzador en San Diego Padres, equipo de las Grandes Ligas de Béisbol (MLB). Logró obtener el premio Segundo Equipo All-MLB.

## Carrera
King jugó como profesional cinco temporadas en New York Yankees (2019-2023), después pasó a San Diego Padres, donde lleva jugando una temporada.

## Premios
En 2024, fue galardonado con el premio Segundo Equipo All-MLB.